# Lista chorążych reprezentacji Kazachstanu na igrzyskach olimpijskich

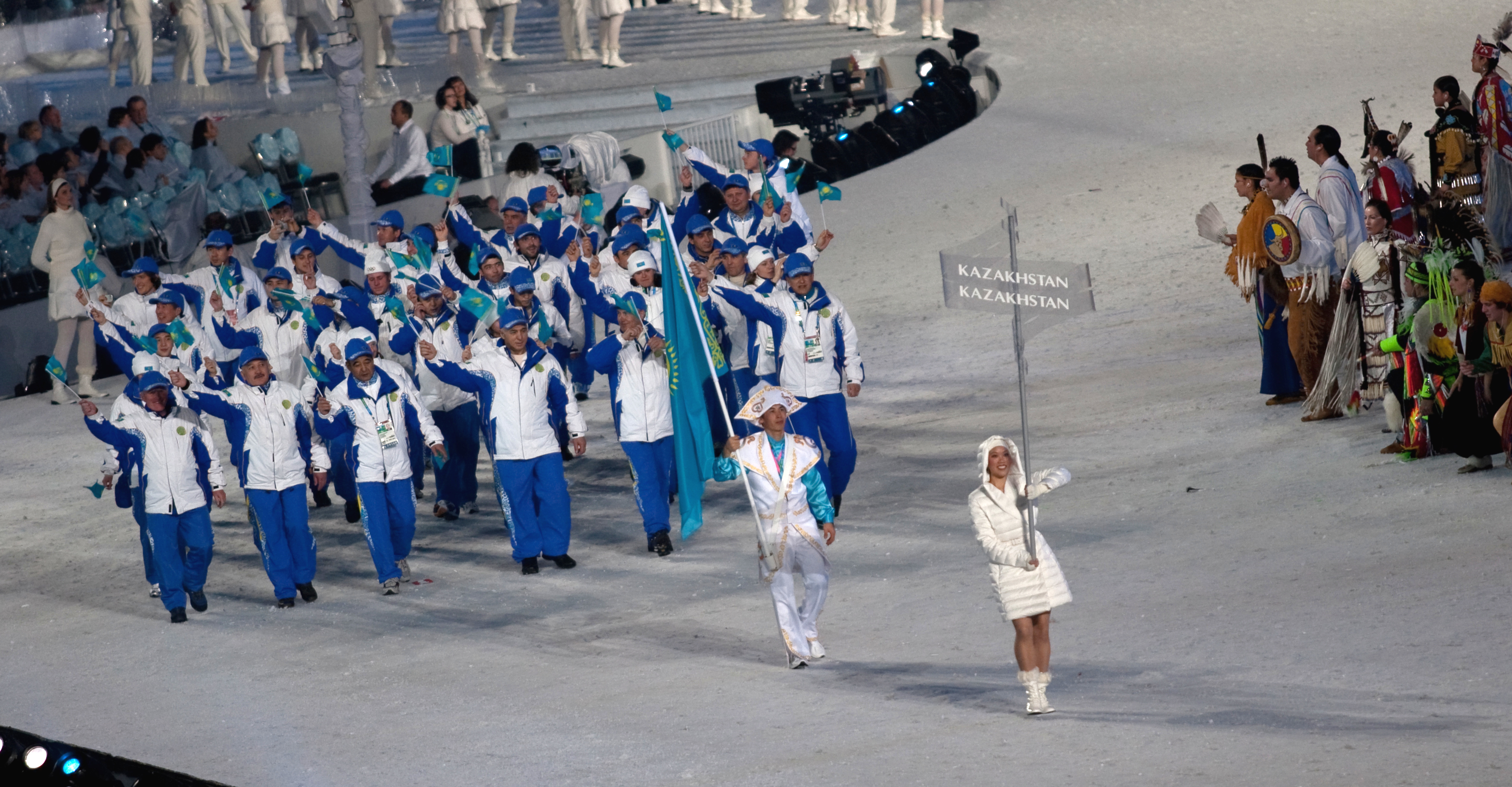
Reprezentacja Kazachstanu podczas ceremonii otwarcia Zimowych Igrzysk Olimpijskich w Vancouver (chorąży Dias Keneszew)

Lista chorążych reprezentacji Kazachstanu na igrzyskach olimpijskich – lista zawodników i zawodniczek reprezentacji Kazachstanu, którzy podczas ceremonii otwarcia nowożytnych igrzysk olimpijskich nieśli flagę Kazachstanu.

## Chronologiczna lista chorążych
| Lp. | Rok i miejsce        | Chorąży              | Dyscyplina          |
| --- | -------------------- | -------------------- | ------------------- |
| 1   | 1994, Lillehammer    | Kajrat Bijekenow     | Skoki narciarskie   |
| 2   | 1996, Atlanta        | Jermachan Ybrajymow  | Boks                |
| 3   | 1998, Nagano         | Władimir Smirnow     | Biegi narciarskie   |
| 4   | 2000, Sydney         | Jermachan Ybrajymow  | Boks                |
| 5   | 2002, Salt Lake City | Radik Bikczentajew   | Łyżwiarstwo szybkie |
| 6   | 2004, Ateny          | Askat Żytkejew       | Judo                |
| 7   | 2006, Turyn          | Aleksandr Korieszkow | Hokej na lodzie     |
| 8   | 2008, Pekin          | Bahyt Achmetow       | Judo                |
| 9   | 2010, Vancouver      | Dias Keneszew        | Biathlon            |
| 10  | 2012, Londyn         | Nurmachan Tynälijew  | Zapasy              |
| 11  | 2014, Soczi          | Jerdos Achmadiew     | Biegi narciarskie   |
| 12  | 2016, Rio            | Ruslan Zhaparov      | Teakwondo           |
| 13  | 2018, Pjongczang     | Abajuły Ażgalijew    | Łyżwiarstwo szybkie |
| 14  | 2020, Tokio          | Olga Rypakowa        | Lekkoatletyka       |
| 14  | 2020, Tokio          | Kamshybek Kunkabayev | Boks                |